# Julien Bérard
Julien Bérard (Parijs, 27 juni 1987) is een Frans voormalig wielrenner die in 2017 zijn carrière afsloot bij AG2R La Mondiale.

## Belangrijkste overwinningen
2009
3e etappe Ronde van de Isard
1e etappe Ronde van de Toekomst

## Resultaten in voornaamste wedstrijden
| Jaar | Ronde van Italië | Ronde van Frankrijk | Ronde van Spanje |
| ---- | ---------------- | ------------------- | ---------------- |
| 2010 |                  |                     |                  |
| 2011 | 122e             |                     |                  |
| 2012 | 110e             |                     |                  |
| 2013 | opgave           |                     | 94e              |
| 2014 | 70e              |                     |                  |
| 2015 | 105e             |                     |                  |
| 2016 |                  |                     |                  |
| 2017 | 131e             |                     |                  |

| Jaar | Milaan-San Remo | Gent-Wevelgem | Ronde van Vlaanderen | Parijs-Roubaix | Amstel Gold Race | Ronde van Lombardije | Parijs-Tours |  | Wereldranglijsten |
| ---- | --------------- | ------------- | -------------------- | -------------- | ---------------- | -------------------- | ------------ |  | ----------------- |
| 2010 |                 |               | opgave               | buit.tijd      |                  |                      | 62e          |  |                   |
| 2011 |                 | 89e           |                      |                |                  | opgave               |              |  |                   |
| 2012 |                 |               |                      |                | 100e             | opgave               | 14e          |  |                   |
| 2013 |                 |               |                      |                | 23e              |                      | 175e         |  |                   |
| 2014 |                 |               |                      |                |                  |                      |              |  |                   |
| 2015 | 135e            |               |                      |                |                  |                      | opgave       |  |                   |
| 2016 |                 |               |                      |                |                  |                      | 98e          |  |                   |
| 2017 |                 |               |                      |                |                  |                      |              |  | 428e (UWT)        |

## Ploegen
- 2008 –  AG2R La Mondiale (stagiair vanaf 1-8)
- 2010 –  AG2R La Mondiale
- 2011 –  AG2R La Mondiale
- 2012 –  AG2R La Mondiale
- 2013 –  AG2R La Mondiale
- 2014 –  AG2R La Mondiale
- 2015 –  AG2R La Mondiale
- 2016 –  AG2R La Mondiale
- 2017 –  AG2R La Mondiale

## Afbeeldingen

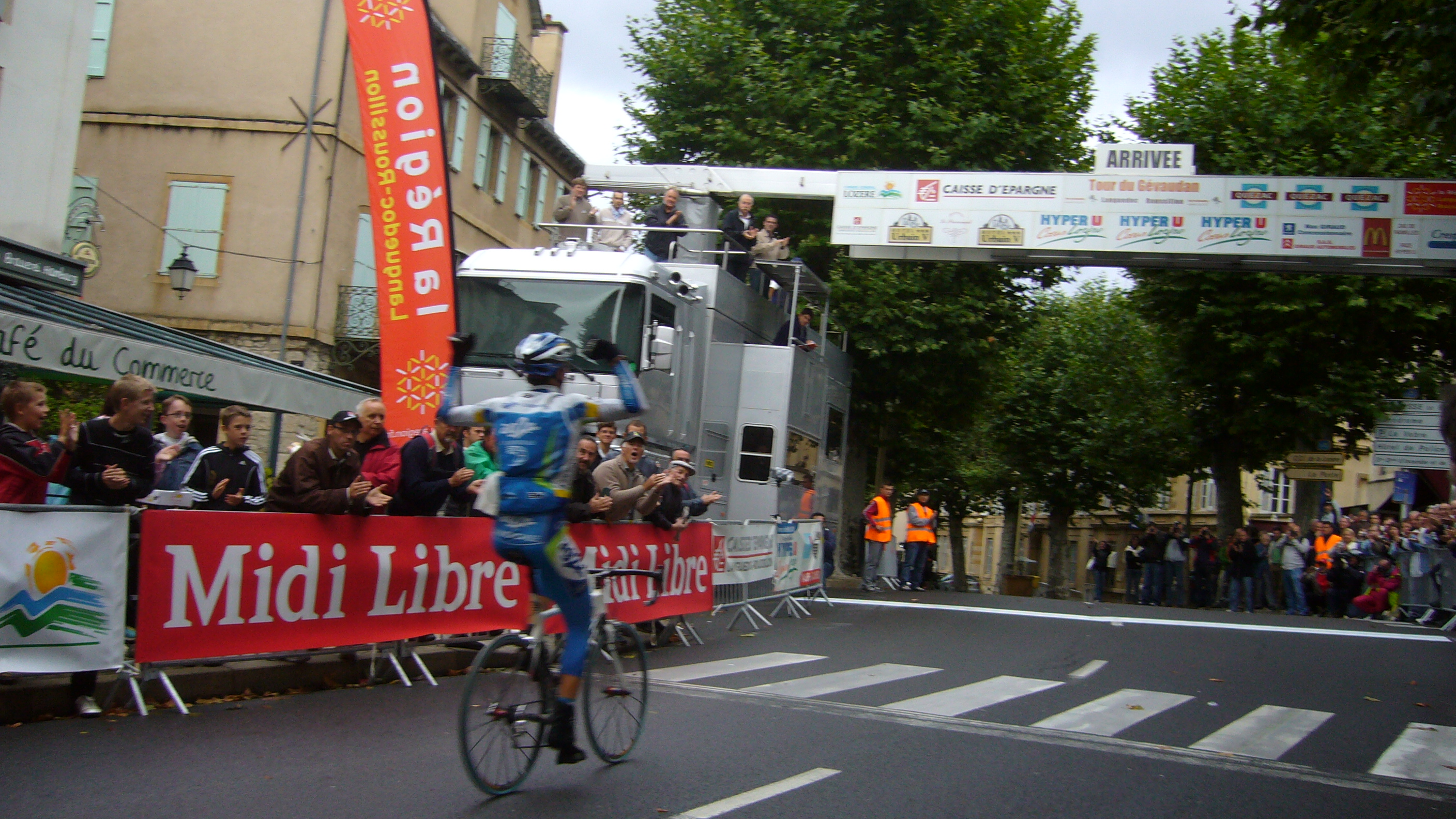
Bérard in 2008, AG2R La Mondiale
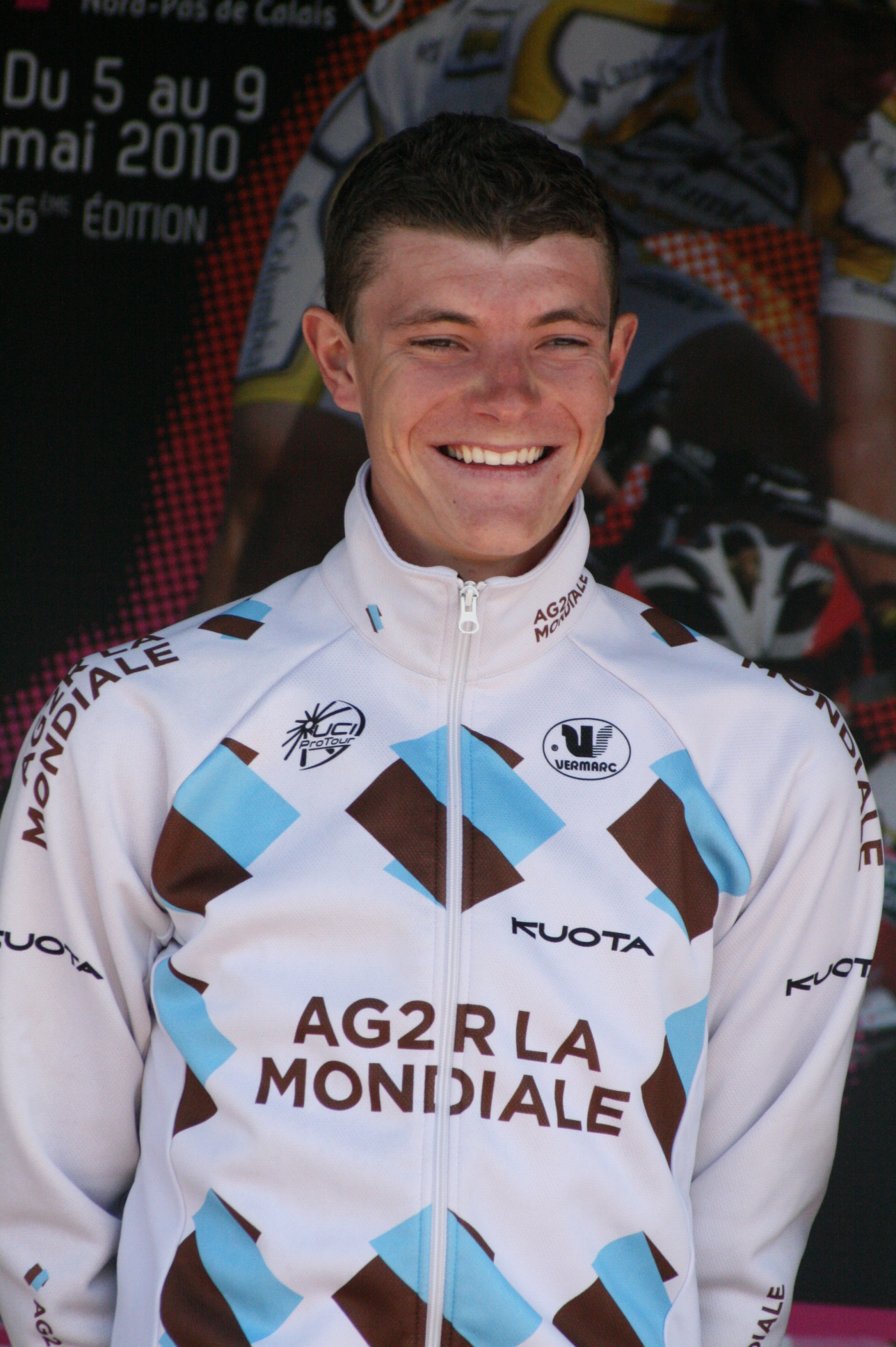
Bérard in 2010, AG2R La Mondiale
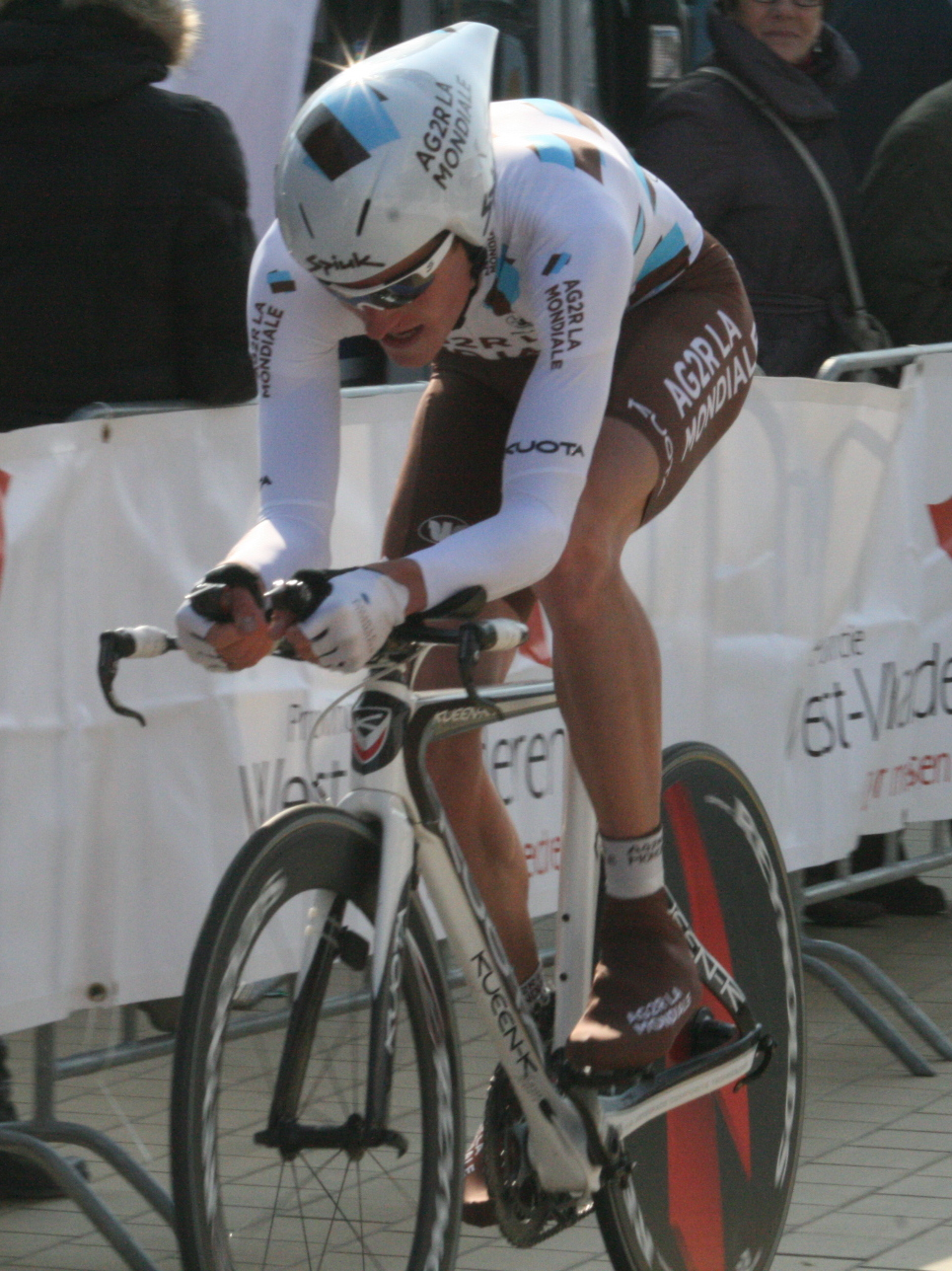
Bérard in 2011, AG2R La Mondiale
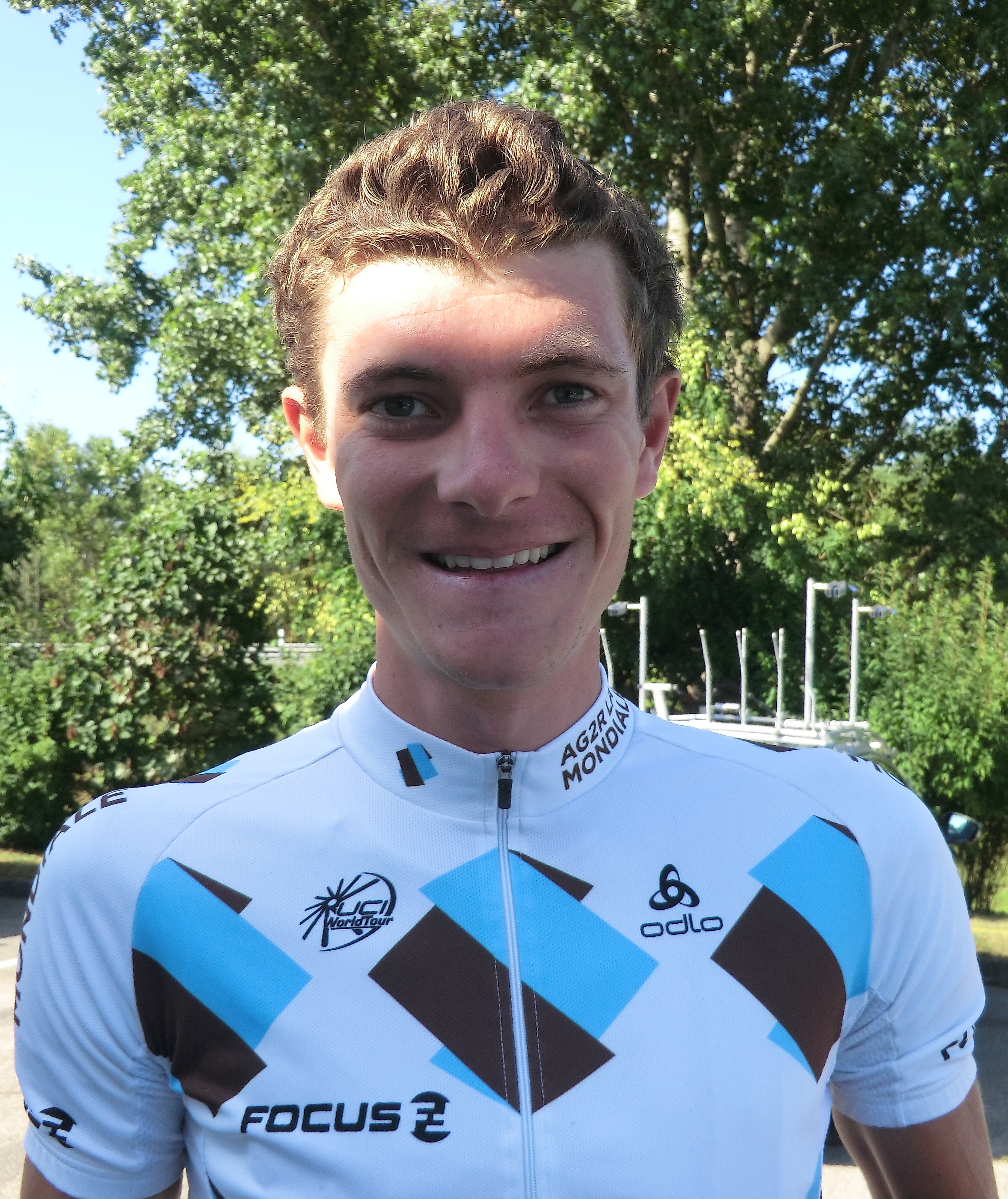
Bérard in 2013, AG2R La Mondiale
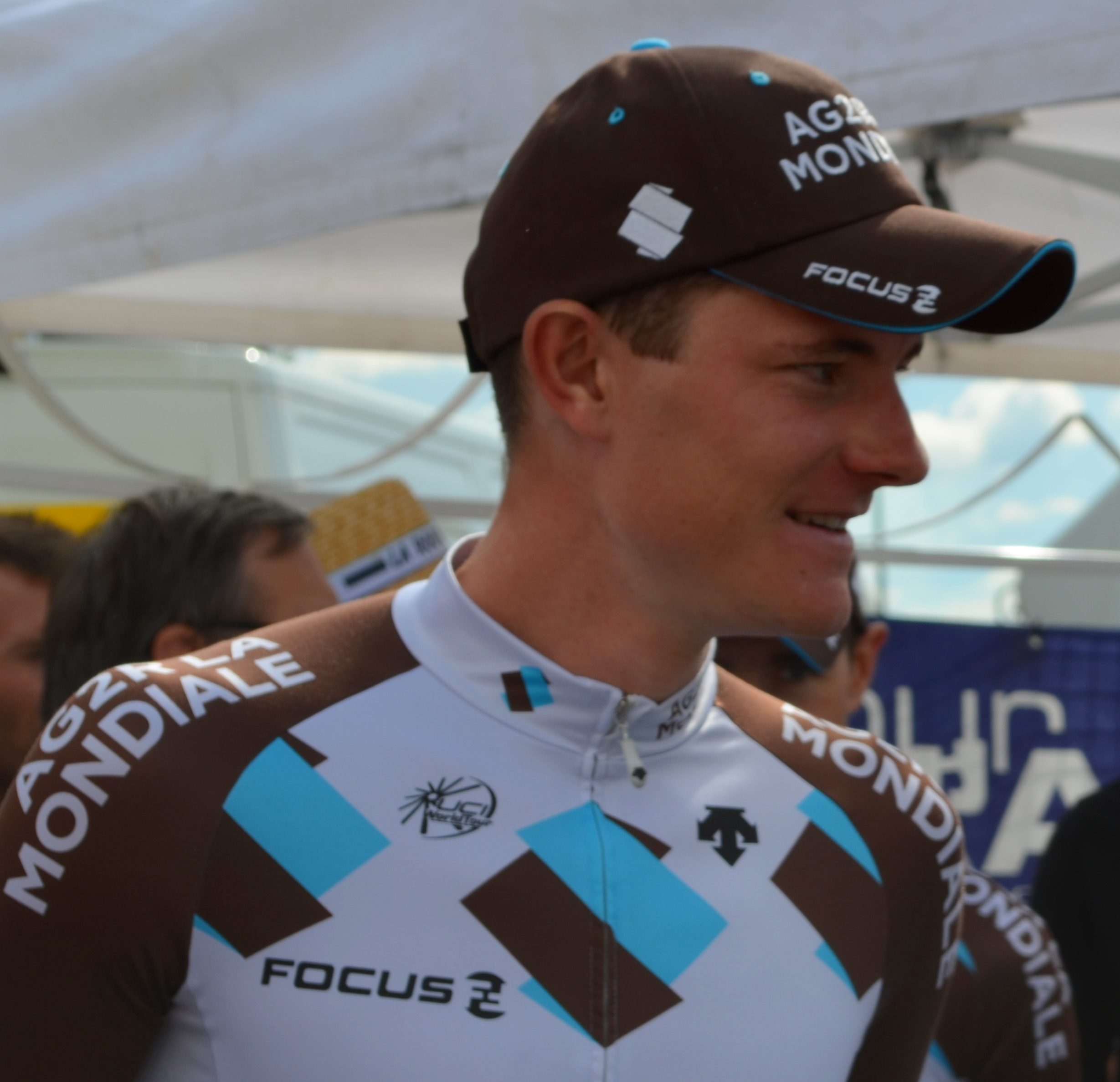
Bérard in 2014, AG2R La Mondiale
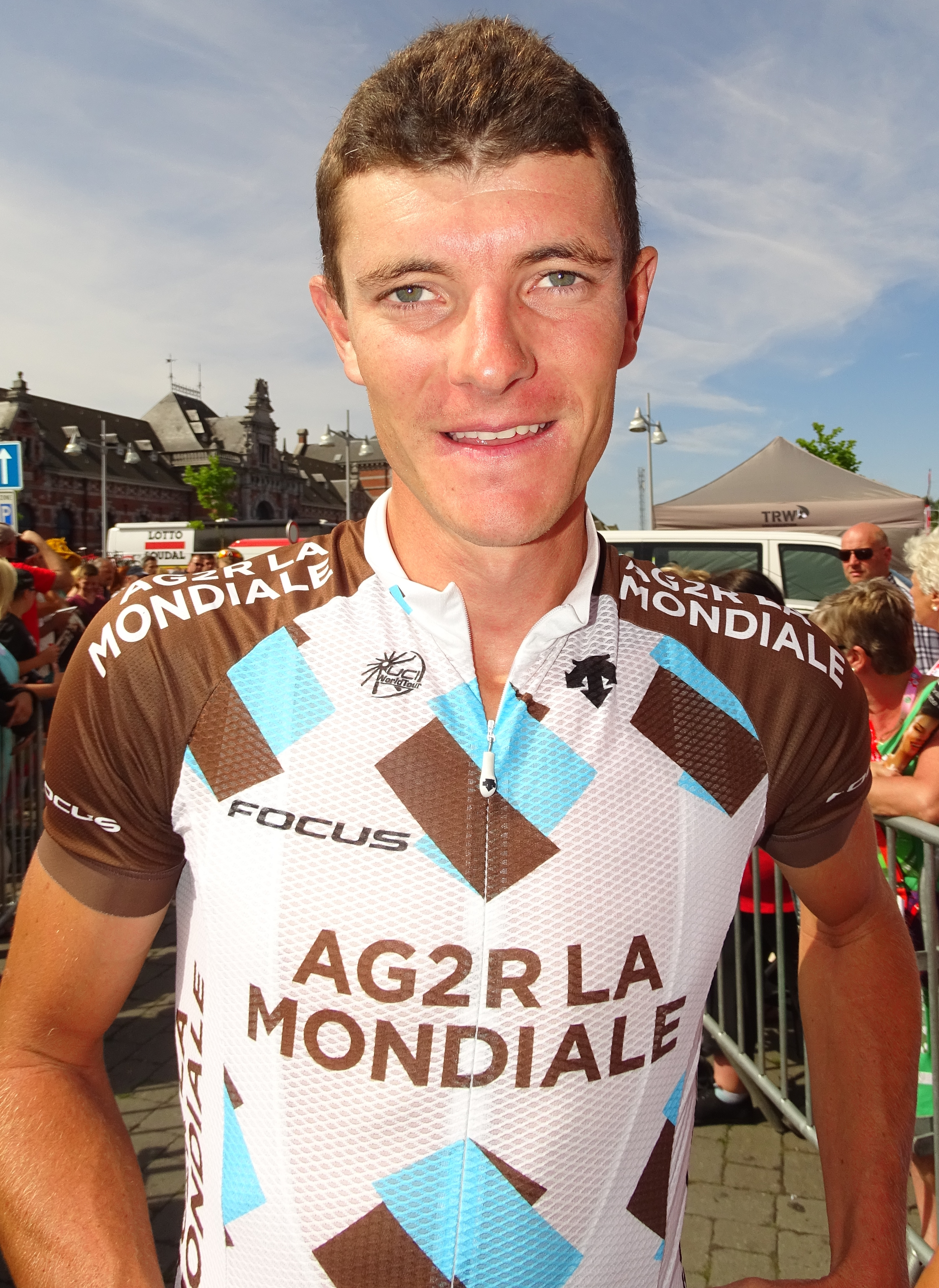
Bérard in 2015, AG2R La Mondiale